# 1st CONTACT
《1st CONTACT》는 오렌지 렌지가 2003년 12월 17일에 발매한 첫 번째 오리지널 앨범이다.

## 수록곡
1. Fever!
2. 샹하니 하니(上海ハニー 상하이 허니[*])
3. Mission in Poppible (ミッションinポッピプル)
9번째 싱글 *~아스타리스크 (*~アスタリスク~ 별표[*])의 커플링곡.
4. 영8 (ヤング8)
5. 사무라이 마니아 (サムライマニア)
첫 번째 싱글 키리키리마이 (キリキリマイ 키리키리마이[*])의 커플링곡.
6. ゆうぐレッド
7. 비바★록 (ビバ★ロック)
세 번째 싱글.
8. 재패니즈 피플 (ジャパニーズピープル)
9. Party Night (パーリィナイッ)
네 번째 싱글 라쿠요 (落陽 노을[*])의 커플링곡.
10. O-MO-I
11. TWISTER
12. Velocity 3000 (ベロシティー3000)
세 번째 싱글 비바★록 (ビバ★ロック 비바★록[*])의 커플링곡.
13. 키리키리마이 ~Album Ver.~ (キリキリマイ~Album Ver.~)
14. 라쿠요(落陽 노을[*])~Long Ver.~
15. アンビエンタ
16. 야마우치 중학교가 (山内中校歌)
작사 喜屋武真栄 작곡 喜納昌隆
멤버들의 모교 중학교가를 커버.

## 같이 보기
- 오렌지 렌지